# Kolcevaja (linka metra v Moskvě)

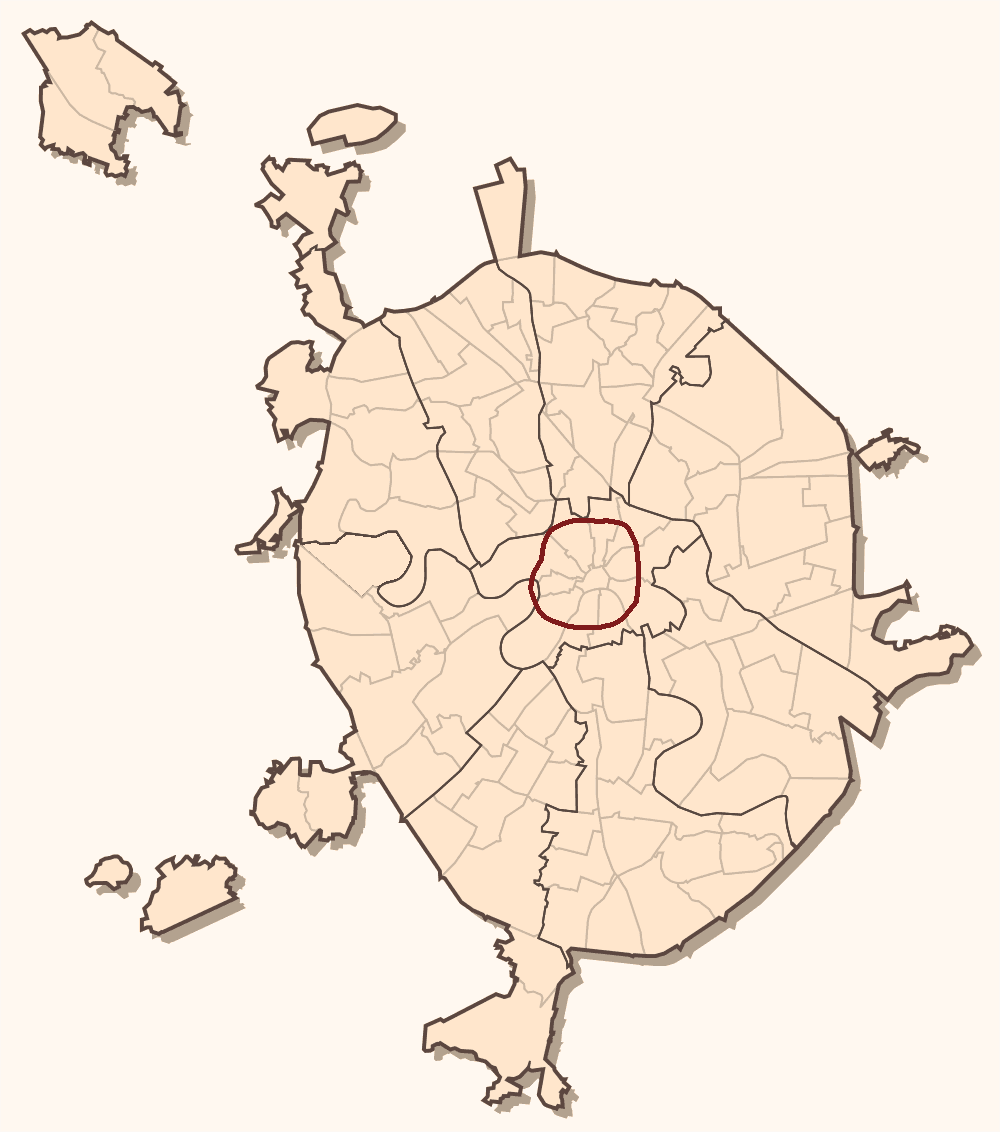
Poloha linky na mapě města

Kolcevaja (rusky Кольцева́я ли́ния) je linka moskevského metra. Je velmi známá, protože tvoří okruh kolem centra Moskvy (její název pochází z ruského Kolco, znamenající okruh). Všechny její stanice jsou přestupní. Linka je značena hnědou barvou a alternativně pak číslem 5.

## Historický vývoj
Celá linka byla vybudována ve třech etapách v 50. letech 20. století. Začínalo se stavět od západu podle směru hodinových ručiček (neboli směr západ – sever – východ – jih), výstavba trvala čtyři roky. Stanice na této lince metra patří k nejvíce zdobeným (například Novoslobodskaja či Komsomolskaja). Postupem času, jak přibývaly nové linky metra a razily si cestu městem, musel být zajištěn přestup mezi nimi a touto, takže byly přidány některé další stanice.
Kolcevaja křižuje devět linek metra, s výjimkou linky 11 prakticky všechny v síti. V provozu jsou nasazeny šestivozové soupravy. Jak již bylo zmíněno, v budoucnu se plánuje přidat nové stanice, budou přestupní, a to s linkami Ljublinsko-Dmitrovskaja a Kalininsko-Solncevskaja.

## Chronologie otevírání jednotlivých úseků
| Úsek                        | Datum otevření  | Délka   |
| --------------------------- | --------------- | ------- |
| Park Kultury – Kurskaja     | 1. leden 1950   | 6,5 km  |
| Kurskaja – Bělorusskaja     | 30. leden 1952  | 7,0 km  |
| Bělorusskaja – Park Kultury | 14. březen 1954 | 5,9 km  |
| Celkem:                     | 12 stanic       | 19,4 km |

## Současnost
Mezi stanicemi Novoslobodskaja a Prospekt mira je k roku 2024 naplánováno vybudování stanice Suvorovskaja. Zde bude zajištěn přestup na stanici Dostojevskaja Ljublinsko-Dmitrovské linky.

## Stanice
- Park Kultury (původní název Centralnij Park Kultury i Otdycha Imeni Gorkogo)
- Okťabrskaja (původní název Kalužskaja)
- Dobryninskaja (původní název Serpuchovskaja)
- Pavěleckaja
- Taganskaja
- Kurskaja
- Komsomolskaja
- Prospekt Mira (původní název Botaničeskij sad)
- Novoslobodskaja
- Bělorusskaja
- Krasnopresněnskaja
- Kijevskaja

## Zajímavosti
Jednou ze zajímavostí na této lince je hlášení. Linka je nekonečná a hlášení se liší podle hlasu; mužský hlas je určen pro cestující ve směru podle hodinových ručiček, ženský v opačném.
K této lince se váže také jedna legenda. Podle ní její plány navrhl sám Stalin. V době, kdy se plánovala, přišli architekti a inženýři za Stalinem aby jim schválil nové plány. Ten si je položil na stůl a na ně hrnek kávy. Ta vytvořila kolečko kolem centra města. Inženýři si nedovolili pochybovat, že by se nejednalo o návrh velkého vůdce Sovětského svazu a tak ho údajně splnili a vznikla okružní linka metra označená právě hnědou barvou.